# Emmerich Nagy (Rennfahrer)

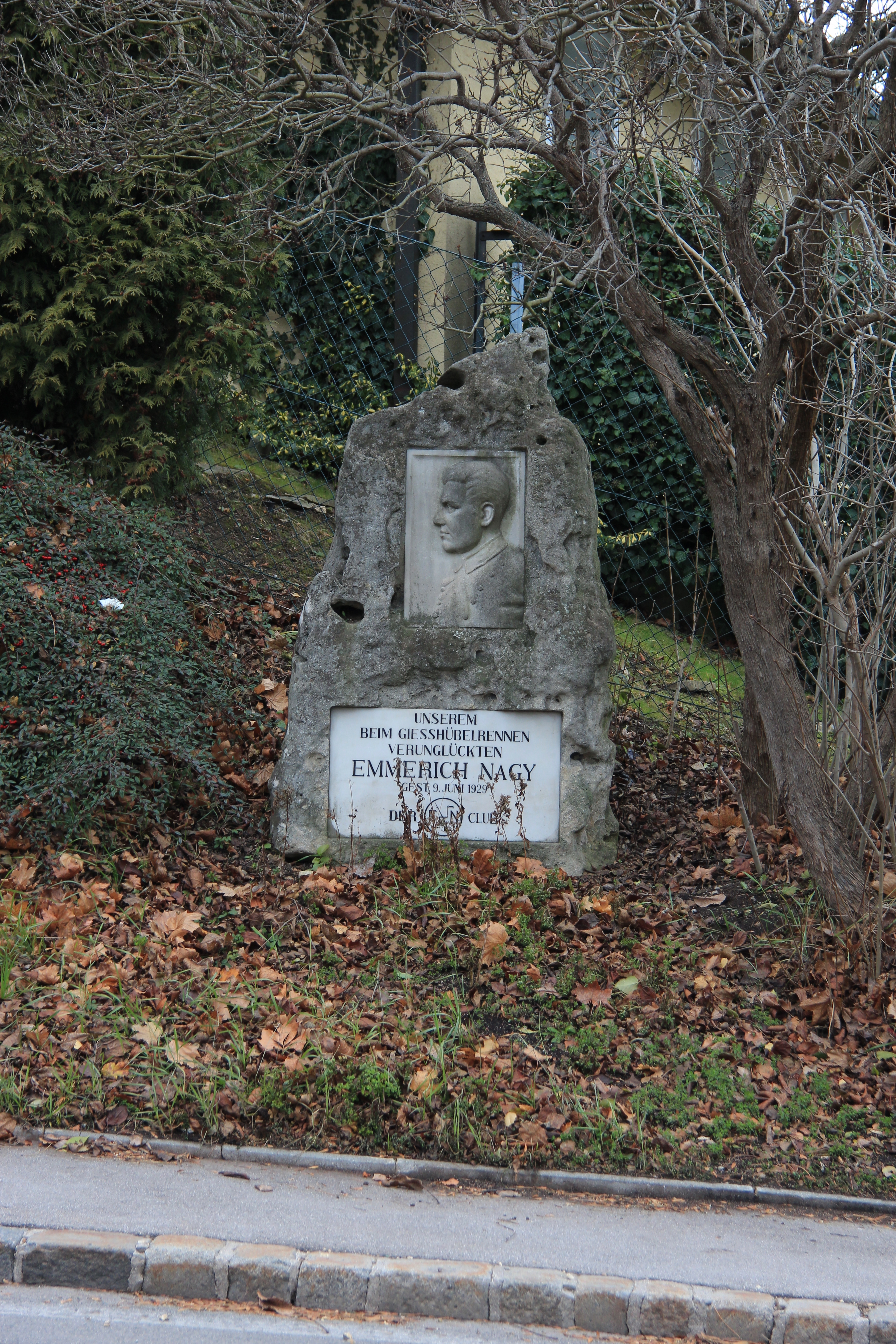
Gedenkstein für Emmerich Nagy in Maria Enzersdorf (2011)

Emmerich Nagy (* 14. Dezember 1904 in Wien; † 9. Juni 1929 ebenda) war ein österreichischer Motorradrennfahrer.

## Leben

### Herkunft und Karriere des Vaters
Emmerich Nagy wurde am 14. Dezember 1904 als Sohn des Motorradmechanikers und gelegentlichen -rennfahrers Emmerich Nagy senior in Wien geboren. Der Vater hatte 1908 auf der Adresse Schüttelstraße 15a zusammen mit einem Josef Reingruber das Unternehmen E. Nagy & Comp. im Maschinenbau- und Mechanikergewerbe gegründet. Das Unternehmen spezialisierte sich auf Reparaturen an Automobilen und Motorrädern, wobei Emmerich Nagy als der alleinige vertretungsbefugte Gesellschafter der seit 25. September 1908 bestehenden offenen Handelsgesellschaft geführt wurde. Das Unternehmen baute neben Motorrädern auch Beiwägen. Bereits in den 1900er Jahren trat Emmerich Nagy senior mit seinen eigenen Motorrädern an zahlreichen Motorradrennen der damaligen Zeit an. So belegte er etwa bei den Motorradkonkurrenzen Ried–Riederberghöhe (vier Kilometer) des Riederbergrennens 1908 mit seinem Zweizylinder-Nagy-Motorrad mit 5½ HP den zweiten Platz und rangierte bei den Motorradkonkurrenzen Allhang–Riederberghöhe (zwei Kilometer) in derselben Kategorie (Mehrzylinder über 3½ HP) den fünften Platz. Im Juni 1910 etwa nahm er mit einer Einzylindermaschine mit 3½ bis 4 HP von Laurin & Klement an der Zuverlässigkeitsfahrt des Allgemeinen Motorfahrer-Verbandes (AMV) teil, absolvierte jedoch auch Rennen mit Motorradgespannen (etwa bei den Motorradrennen auf der Badener Trabrennbahn).
Im Mai 1912 nahm der Vater am Circuit Purkersdorf teil und war noch im selben Jahr während einer privaten Fahrt an einem schweren Unfall beteiligt. Dabei lenkte der Mechanikermeister sein Fahrzeug mit dem Kennzeichen der Wiener Polizeirayon (der Stadt Wien) A 469, als er ein fünfjähriges Kind mit seinem Fahrzeug überfuhr. Nagy brachte das Kind in weiterer Folge selbst ins Krankenhaus, wo es bald darauf seinen schweren Verletzungen erlag. Noch im Juli desselben Jahres nahm Nagy an der Zuverlässigkeitsfahrt „Rund um den Semmering“ teil, bei der er jedoch punktelos blieb. In der nachfolgenden Zeit nahm Nagys Beteiligung an Motorradrennen – auch angesichts des Ersten Weltkriegs – allmählich ab. Die Teilnahme an den Badner Motor- und Cyclecarrennen im Herbst 1913 auf der Trabrennbahn in Baden war die letzte bekannte Teilnahme des Vaters an einem namhaften Motorradrennen.

### Kurze Karriere im Motorsport
Nach seiner allgemeinen Schulbildung begann Emmerich Nagy im väterlichen Betrieb, der 1924 weiter ausgebaut worden war, als Mechanikergehilfe zu arbeiten. Wie bereits sein Vater in den 1900er und 1910er Jahren begann auch der Sohn in den 1920er Jahren mit der Teilnahme an Motorradrennen. Anfangs noch als Wertungsfahrer, startete er kurz darauf seine Rennkarriere. 1927 gewann er auf BMW in Vösendorf den erstmals ausgetragenen Großen Preis von Österreich in der 500-cm³-Klasse. Außerdem wurde er unten den Bewerbern aller Klassen mit 504,504 zurückgelegten Kilometern der zweitbeste Fahrer hinter dem Deutschen Josef Stelzer, der es in der 1000-cm³-Klasse mit seiner BMW auf 520,409 Kilometer gebracht hatte. Für seinen Sieg erhielt der damals 22 Jahre alte Emmerich Nagy junior 1000 Schilling (entspricht heute (2023) inflationsbereinigt rund 4.500 Euro), sowie eine silberne Medaille. Verschiedenen zeitgenössischen Zeitungsberichten zufolge war dies für Nagys junior gar das erste Motorradrennen in seiner Karriere. Während des Rennens blieb auch er nicht von diversen Defekten an seinem Motorrad verschont. So zwang ihn etwa in Runde 3 eine verlegte Düse zum kurzfristigen Stopp. Nachdem er gegen 13 Uhr getankt hatte, kam er in Vösendorf infolge des Reißens des Gaskabels, das er jedoch notdürftig wieder zusammengeflickt hatte, zur Sturz, woraufhin er sich Prellungen and Händen und Füßen zuzog und nach seinem Rennsieg zwei Tage lang das Bett hüten musste.
Wenige Tage später nahm sein Vater in der Klasse bis 600 cm³ mit einer BMW mit Beiwagen am 15. Semmering-Rennen teil und belegte dort den dritten Platz. Im Oktober 1927 startete der als Neuling bezeichnete Emmerich Nagy junior in der Klasse B, Kategorie F (Motorräder mit Beiwagen bis 600 cm³) beim Riederbergrennen, an dem knapp 20 Jahre zuvor bereits sein Vater teilgenommen hatte. Mit einer Zeit von 3:21,6 belegte er mit seiner BMW überlegen den ersten Platz in seiner Klasse. Anderen Quellen zufolge soll Nagy senior der Fahrer bei diesem Rennen gewesen sein; jedoch scheint er laut dieser Quelle auch mit einer anderen Zeit (3:43,0) auf. Ebenfalls zu dieser Zeit trat Emmerich Nagy auf einer FN-Maschine auch bei Gymkhanas als Kunstfahrer in Erscheinung. Auf einer FN-Maschine nahm Nagy im Jänner 1928 in der Gruppe der einspurigen Motorräder über 250 cm³ an der IV. Winterwertungsfahrt der Wiener Motorsportlichen Herrenfahrer-Vereinigung teil. Ebenfalls um diese Zeit nahm er in Spital am Semmering bei der von der Oesterreichischen Motorrennfahrer-Vereinigung veranstalteten Motorrad-Skijöring-Meisterschaft teil und belegte bei dieser in der Kategorie der Motorräder bis 500 cm³ zusammen mit dem Skifahrer Andreas Taler den zweiten Platz. Mit einer BMW-Maschine nahm Nagy senior im Mai 1928 in der Klasse der Motorräder mit Beiwagen in der Kategorie von 351 bis 600 cm³ am 2. Präbichlrennen bei Eisenerz in der Steiermark teil. Beim großen Gymkhana des Oesterreichischen Touringklubs auf dem Sportplatz des Wiener ACs im Wiener Prater nahm wieder ein Emmerich Nagy beim Figuren-Hindernisfahren auf Solomotorrädern teil. In diversen zeitgenössischen Medien wird dieses Kunstfahren zumeist einem aus Ungarn stammenden Emmerich Nagy zugeschrieben. In anderen Zeitungen der damaligen Zeit wird über einen „österreichischen Star, der einen ungarischen Namen trägt“ berichtet, womit es naheliegend ist, dass es sich hierbei um einen der beiden Wiener Rennfahrer handelt. Einem Nachruf der Österreichischen Motor-Rennfahrer-Vereinigung zufolge war Emmerich Nagy junior ein erfolgreicher Kunstfahrer.
Im September 1928 nahm er als Kunstfahrer an einem Gymkhana im Schlosspark Schönborn bei Göllersdorf teil und wurde für seine besondere Leistung im Kunstfahren mit einem Ehrenpreis des Ö.T.C. ausgezeichnet. Nachdem er am Großen Preis von Österreich 1928 nicht wieder teilgenommen hatte, absolvierte er wenige Tage später, Mitte September, das 16. Internationale Semmering-Rennen. Bereits im Vorfeld war er am letzten Trainingstag mit seiner BMW in der ersten Kurve hinter Schottwien mit der Straßenböschung kollidiert, wodurch seine Maschine so stark beschädigt wurde, dass er sie beim Rennen durch eine neue ersetzen musste. Bei der Bekanntgabe der Rennergebnisse wurde in den Folgetagen plötzlich Emmerich Nagy senior in der Kategorie der Motorräder mit Beiwagen in der Klasse F bis 600 cm³ genannt. Dieser hatte mit seiner BMW mit einer Zeit von 9:11,91 den dritten Platz belegt. Wie bereits sein Vater rund 16 Jahre zuvor war auch Emmerich Nagy junior im Dezember 1928 an einem schweren Autounfall verwickelt. Dabei überfuhr er ein sechsjähriges Mädchen, das dabei einen Schädelbruch erlitt. Im darauffolgenden Jahr brachte Emmerich Nagy senior einen patentierten und hochgelobten Schwingachsenbeiwagen auf den Markt.

### Früher Tod
Am 26. Mai 1929 verunglückte Nagy mit seiner BMW-Maschine beim Gießhüblrennen in Maria Enzersdorf. Schon kurz nach dem Rennstart kam Nagy zu Sturz und wurde mit Verdacht auf eine Kieferverletzung ins Mödlinger Krankenhaus gebracht, wo er einige Tage blieb, da er zusätzlich Zeichen einer Gehirnerschütterung zeigte. Nachdem ihm diagnostiziert wurde, dass er keine Gehirnerschütterung, sondern einen schweren Schock hätte, wurde Nagy aus dem Krankenhaus entlassen, erkrankte jedoch an Rotlauf, die in den letzten Tagen von einer Lungenentzündung begleitet wurde. An den Folgen seines Unfalls starb Emmerich Nagy junior am 9. Juli 1929 im Alter von 24 Jahren. Vier Tage zuvor war er auf die dermatologische Klinik des Professors Dr. Arzt eingeliefert worden. Spätere Erhebungen durch die Gendarmerie ergaben, dass der Revierinspektor Rudolf Bruckner aus einer Entfernung von rund 50 Metern wahrgenommen hatte, dass „Nagy infolge rascher Fahrt die Herrschaft über den Wagen verloren hat, in einen Straßengraben geraten und an einen Baum angefahren ist. Die Straße war von Hindernissen frei, so daß [sic] fremdes Verschulden nicht vorliegt.“
Zum Zeitpunkt seines Ablebens war Nagy Mitglied des F.N-.Clubs, einer Sektion des Österreichischen Touring-Clubs. Erst einen Monat vor seinem Tod war er zum Sportreferenten des F.N.-Clubs gewählt worden. Als Berufsbezeichnung wurde im Sterbebuch des Allgemeinen Krankenhauses der Stadt Wien in der Alservorstadt, in das er sich im Zuge seiner weiteren Erkrankung einliefern hatte lassen, Mechanikergehilfe angegeben. Nach Aufbahrung in der Heiligen Dreifaltigkeitskirche in der Alservorstadt wurde Nagy am 15. Juni 1929 am Hernalser Friedhof beerdigt. Sein Grab befand sich in Gruppe B mit der Grabnummer 124. Da das Grabnutzungsrecht mit 4. Juli 2010 erloschen ist, ist davon auszugehen, dass das Grab, in dem am 4. Juli 1966 auch sein Vater beerdigt wurde, mittlerweile aufgelassen wurde.
In unmittelbarer Nähe zur damaligen Unfallstelle erinnert noch heute (Stand: 2023) ein Gedenkstein an den Verunglückten (Koordinaten: 48° 5′ 30,7″ N, 16° 15′ 53,1″ O). Die Errichtung dieses Steins wurde vom F.N.-Club initiiert, um die Erinnerung an Emmerich Nagy auch den künftigen Generationen der Motorsportler zu erhalten. Beim Sommerfest des Klubs auf der Hernalser Rohrerhütte sollte der Reinertrag der Veranstaltung in die Errichtung des Gedenksteins fließen. Zahlreiche Vereinigungen und Fahrer gedachten Nagy. Sein Freund Otto Steinfellner widmete ihm seine Teilnahme an der 24-Stunden-Fernfahrt des A.M.C. im Sommer 1929, an der ursprünglich auch Nagy teilnehmen wollte. Auch nach dem Tod seines Sohnes fuhr Emmerich Nagy senior weiterhin Motorradrennen. Unter anderem 1930 auf einer Sunbeam bei der Winter-Tourenfahrt des Ö.T.C. oder im selben Jahr auf einer Ariel bei einer weiteren Wertungsfahrt des Ö.T.C., sowie bei diversen weiteren Rennen in den folgenden Jahren. Im Dezember 1930 wurde bekannt, dass sämtliche Vorarbeiten für Nagys Gedenkstein bereits fertiggestellt worden seien und dass im darauffolgenden Frühling anlässlich der Wiederkehr seines Todestages die Enthüllung des Steins geplant sei. Der Vater des Verunglückten war ebenfalls an den Kosten für den Gedenkstein beteiligt und spendete unter anderem dem F.N.-Klub einen fabriksneuen Beiwagen, dessen Erlös zur Gänze dem Gedenkstein zugutekommen sollte. Der Stein am Fuße des Liechtensteins bei Maria Enzersdorf wurde am 17. Mai 1931 unter großer Beteiligung feierlich enthüllt. Bei Schlechtwetter wäre als Ersatztermin der 7. Juni 1931 geplant gewesen.

## Rennsiege
| Jahr | Klasse  | Maschine | Rennen                      | Strecke   |
| ---- | ------- | -------- | --------------------------- | --------- |
| 1927 | 500 cm³ | BMW      | Großer Preis von Österreich | Vösendorf |